# Solfato d'argento
Il solfato d'argento è il sale d'argento dell'acido solforico, di formula Ag2SO4.
A temperatura ambiente si presenta come un solido bianco inodore. È un composto irritante.